# CIOK-FM
CIOK-FM, besser bekannt als K100, ist ein privater Hörfunksender aus Saint John, New Brunswick, Kanada. Der Sender sendet aktuelle Hits im Contemporary Hit Radio. Der Slogan des Senders lautet: „Saint John’s #1 Hit Music Station“. Der Sender sendet mit einer Leistung von 100.000 Watt und ist somit auch in der größeren Umgebung von Saint John empfangbar. Der Sender wird von Maritime Broadcasting Systems betrieben. Weitere Schwestersender sind CFBC, ein Oldiessender, und CJYC-FM, die sich auch in Saint John befinden.

## Programm und Shows
- K MORNING SHOW
- K-DRIVE WITH RYAN
- Late Bus Report
- Traffic Report
- The Party Line